# Еперин, Анатолий Павлович
Анато́лий Па́влович Епе́рин (15 октября 1930, Барнаул, Западно-Сибирский край — 25 августа 2015, Сосновый Бор, Ленинградская область) — советский и российский организатор производства в области энергетики, научный руководитель, первый заместитель директора Института ядерной энергетики СПбГПУ, доктор технических наук, профессор, заслуженный энергетик Российской Федерации, депутат Законодательного собрания Ленинградской области. Лауреат Ленинской премии.

## Биография
Анатолий Павлович Еперин родился 15 октября 1930 года в городе Барнауле Западно-Сибирского края, ныне город — административный центр Алтайского края.
В 1954 году окончил физико-технический факультет Томского политехнического института им. С. М. Кирова по специальности «инженер-физик».
В 1954—1955 годах работал на реакторном заводе в Челябинске-40 (ныне город Озёрск). Позже участвовал в пуске, освоении мощностей реакторов на реакторном заводе в Томске-7 (ныне город Северск). В 1965 году за пуск, освоение и повышение мощностей крупных энергетических установок в Томске-7 А.П. Еперину присуждена Ленинская премия. С 1954 по 1971 год прошёл путь от инженера до заместителя главного инженера реакторного завода.
С сентября 1971 по 1983 год — главный инженер, с марта 1983 по 1996 год — директор Ленинградской АЭС.
В 1981 году была присвоена ученая степень кандидата технических наук, а в 1994 году он защитил докторскую диссертацию на тему «Надежность реакторной установки РБМК-1000 и пути повышения эффективности ее использования».
В 1996—2007 годах — директор Института ядерной энергетики СПбГПУ.
C 2007 года — научный руководитель, первый заместитель директора Института ядерной энергетики СПбГПУ.
Анатолий Павлович Еперин умер 25 августа 2015 года. Прощание было 28 августа 2015 года в СКК «Энергетик». Похоронен на кладбище в деревне Систо-Палкино Копорского сельского поселения Ломоносовского района Ленинградской области.

## Награды и почётные звания
- Заслуженный энергетик Российской Федерации (26 мая 1994) — за заслуги в области энергетики и многолетний добросовестный труд
- Орден Почёта, 1999 год
- Орден Ленина, 1981 год
- Орден Трудового Красного Знамени, 1975 год
- Лауреат Ленинской премии, 1965 год
- Лауреат государственной премии СССР, 1985 год
- Лауреат премии Правительства Российской Федерации в области науки и техники (присуждалась дважды)
- Почётный гражданин города Сосновый Бор Ленинградской области, 2000 год
- Почётный гражданин Ленинградской области, 2003 год
- Памятная медаль «20 лет Законодательному собранию Ленинградской области», 2014 год
- Нагрудный знак «Академик Н.А. Доллежаль» с выдачей удостоверения «Создателю атомной техники», 2000 год
- Медаль «За заслуги в повышении безопасности атомных станций», 2000 год
- Медаль Почёта американского биографического института и дипломом за выдающиеся достижения отдельным личностям и профессионалам, 2000 год
- Почетные звания «Выдающийся человек 20-го столетия» и «Международный человек тысячелетия» с присуждением дипломов и памятных медалей, 1999 год, Международный биографический центр в Кембридже (Великобритания)
- Занесён в книгу «Лучшие люди России», март 2006 года

## Фильмография
- 1978 — Комиссия по расследованию — консультант